# Prix Martine-Anstett

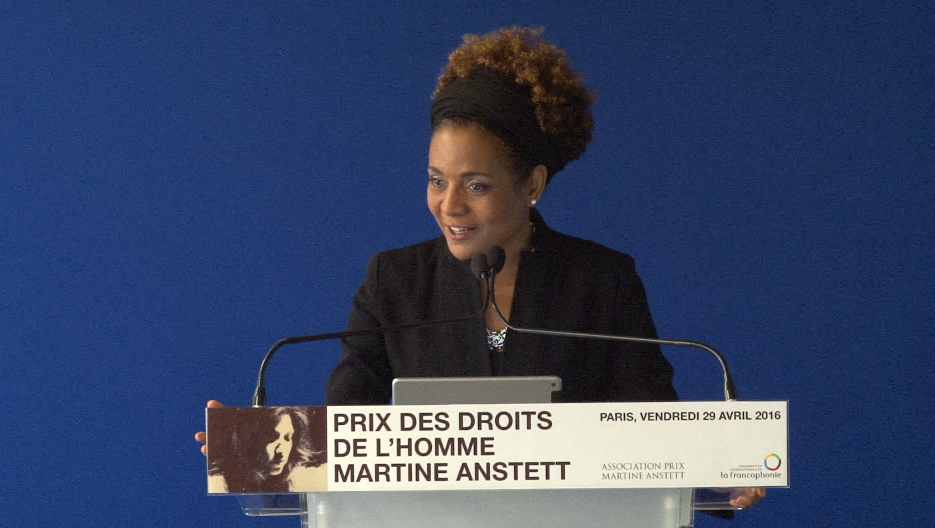

Le prix Martine-Anstett, ou prix des droits de l'homme Martine-Anstett, récompense chaque 29 avril à Paris une personne, homme ou femme, fortement engagée dans la défense des droits humains,,.
Ce prix annuel est doté de 1 500 euros.

## Historique

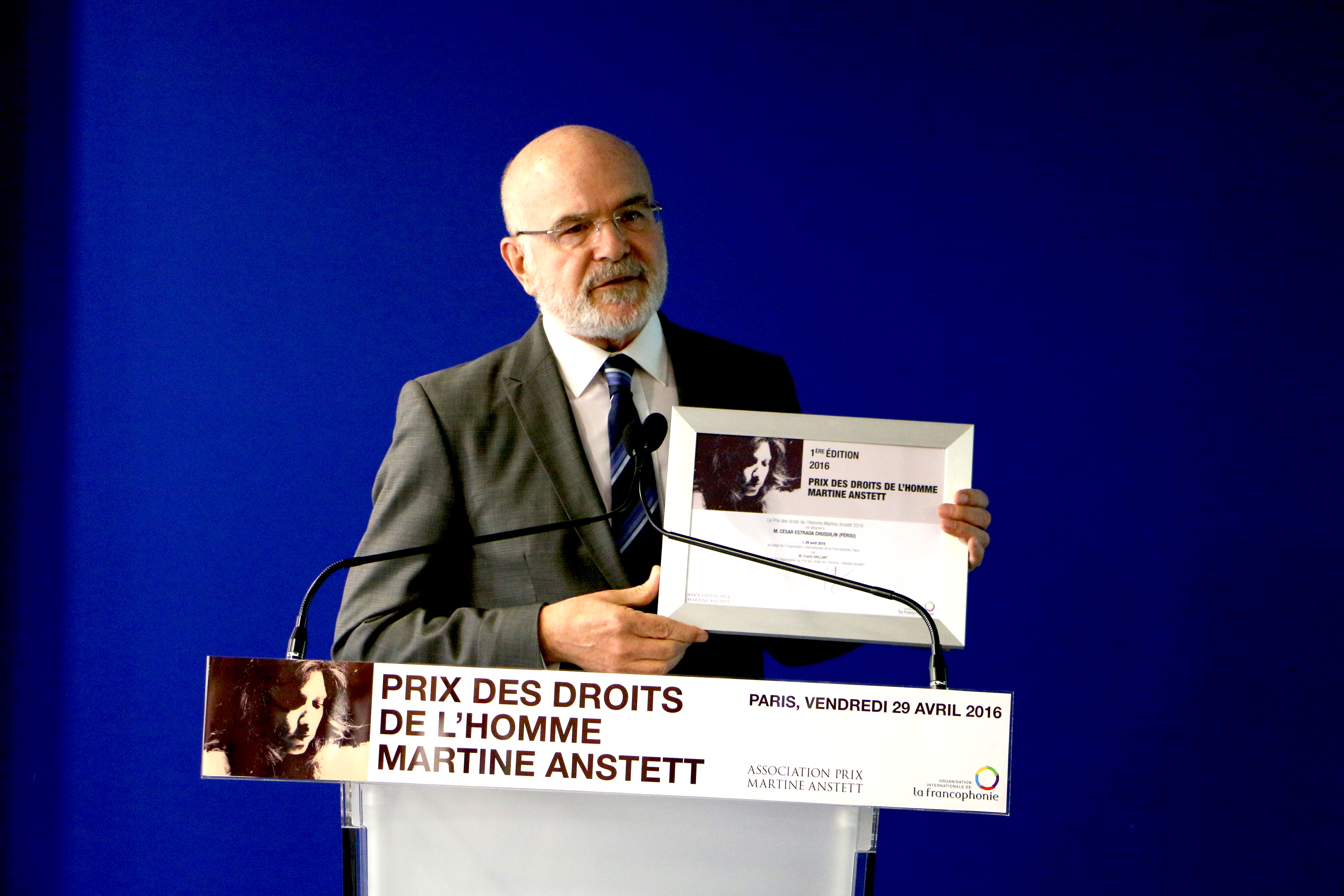
Michel Forst lors de la remise du premier prix Martine Anstett

Le prix a été créé en juin 2015 par le journaliste Frantz Vaillant à la mémoire de Martine Anstett (1969-2015), juriste spécialisée dans le droit international et qui a consacré sa vie à la défense des droits humains auprès de l'ONU (Genève et New York), puis au sein d'Amnesty International, avant de rejoindre l'Organisation internationale de la francophonie (OIF). 
Selon le site de l'association, ce prix international vise à distinguer une personnalité, sans distinction d'âge, de sexe ou de religion, « parce qu’il existe dans le monde des personnalités dont le travail souvent ingrat en faveur des droits de l’homme mérite d’être encouragé ».

## Membres du jury
Le jury est composé de six personnes (deux membres de l’association (le président et un autre membre), deux membres d’ONG et deux journalistes. Il se prononce à l’issue d’un débat sur les mérites comparés des candidatures retenues.

## Lauréat(s)
Le 29 avril 2016, en présence de Michel Forst, rapporteur spécial des Nations unies sur la situation des défenseurs des droits de l'homme et de Michaëlle Jean, secrétaire générale de l'Organisation internationale de la francophonie (OIF). Le premier prix Martine Anstett a été remis à César Estrada Chuquilin (Pérou), porte-parole de la communauté indigène, ayant échappé plusieurs fois à des tentatives d'assassinat et qui a dénoncé les problèmes environnementaux liés au projet minier Conga ainsi que plusieurs exactions concernant des conflits fonciers dans la région de Cajamarca,,
Le 10 mars 2017, le prix Martine Anstett a été remis au photo-reporter burundais Teddy Mazina à Genève (Suisse), en ouverture du 15e Festival du film et forum international sur les droits humains (FIFDH). Teddy Mazina se définit comme un « activiste de la mémoire » : « Photographier est pour moi un acte politique. Je tente de construire une mémoire visuelle de notre histoire pour que nous n’oubliions plus ce que nous avons vécu ».
Le 9 mars 2018, lors de la cérémonie d'ouverture du Festival du film international sur les droits humains FIFDH à Genève (Suisse) le prix Martine Anstett a été remis à l'avocate égyptienne Azza Souliman, défenseuse des Droits Humains pour honorer sa lutte contre les violences faites aux femmes dans son pays. A noter que cette édition 2018 du FIFDH lui été également dédiée 
Le 29 avril 2019, le prix est attribué à Evdokia Romanova. qui défend les droits des personnes LGBT+ en Russie et leur offre assistance. La militante est soutenue par Amnesty International. Cette même année, le FIFDH lui dédie cette 17e édition. 
Le 8 mars 2020, Tahani Abass est lauréate du 5ème prix Martine Anstett lors de la cérémonie de la 18ème édition du FIFDH. Au Soudan, cette journaliste et défenseure des droits des femmes fournit un soutien juridique, psychosocial et médical mais aussi des abris pour les femmes et jeunes filles victimes de violences sexuelles et sexistes. 
Lé 29 avril 2021, Marie Christina Kolo est lauréate du Prix Martine Anstett 2021.  C'est une militante climatique,  écoféministe et une entrepreneure sociale malgache. Elle a fondé le Green N Kool à Madagascar qui s’engage dans la création d’activités génératrices de revenus autour du recyclage et des emplois verts pour les plus vulnérables.  